# NAIA Football National Championship
NAIA Football National Championship – rozgrywany co rok mecz o mistrzostwo Stanów Zjednoczonych w college football, organizacji National Association of Intercollegiate Athletics.

## System rozgrywek
Mecz rozgrywany jest od 1956 roku. W 1970 roku liga NAIA została podzielona na dwie dywizje, w których wyłaniano osobnych mistrzów. W 1997 roku ligę ponownie połączono w jedną dywizję. Najbardziej utytułowanymi drużynami są Texas A&M–Kingsville Javelinas (Texas A&M University–Kingsville) która zdobyła tytuł siedmiokrotnie i Carroll Fighting Saints (Carroll College) oraz Westminster Titans (Westminster College) które wygrywały NAIA Football National Championship sześciokrotnie.

## Wyniki
| Sezon | Zwycięzca                           | Wynik      | Finalista                           |
| ----- | ----------------------------------- | ---------- | ----------------------------------- |
| 1997  | Findlay Oilers                      | 14–7       | Willamette Bearcats                 |
| 1998  | Azusa Pacific Cougars               | 17–14      | ONU Tigers                          |
| 1999  | Northwestern Oklahoma State Rangers | 34–26      | Georgetown Tigers                   |
| 2000  | Georgetown Tigers                   | 20–0       | Northwestern Oklahoma State Rangers |
| 2001  | Georgetown Tigers                   | 49–27      | Sioux Falls Cougars                 |
| 2002  | Carroll Fighting Saints             | 28–7       | Georgetown Tigers                   |
| 2003  | Carroll Fighting Saints             | 41–28      | Northwestern Oklahoma State Rangers |
| 2004  | Carroll Fighting Saints             | 15–13      | Saint Francis Cougars               |
| 2005  | Carroll Fighting Saints             | 27–10      | Saint Francis Cougars               |
| 2006  | Sioux Falls Cougars                 | 23–19      | Saint Francis Cougars               |
| 2007  | Carroll Fighting Saints             | 17–9       | Sioux Falls Cougars                 |
| 2008  | Sioux Falls Cougars                 | 23–7       | Carroll Fighting Saints             |
| 2009  | Sioux Falls Cougars                 | 25–22      | Lindenwood Lions                    |
| 2010  | Carroll Fighting Saints             | 10–7       | Sioux Falls Cougars                 |
| 2011  | Saint Xavier Cougars                | 24–20      | Carroll Fighting Saints             |
| 2012  | Marian Knights                      | 30–27 (OT) | Morningside Mustangs                |
| 2013  | Grand View Vikings                  | 35–23      | Cumberlands Patriots                |
| 2014  | Southern Oregon Raiders             | 55–31      | Marian Knights                      |
| 2015  | Marian Knights                      | 31–14      | Southern Oregon Raiders             |
| 2016  | Saint Francis Cougars               | 38–17      | Baker Wildcats                      |
| 2017  | Saint Francis Cougars               | 24–13      | Reinhardt Eagles                    |
| 2018  | Morningside Mustangs                | 35–28      | Benedictine Ravens                  |
| 2019  | Morningside Mustangs                | 40–38      | Marian Knights                      |
| 2020  | Lindsey Wilson Blue Raiders         | 45–13      | Northwestern Raiders                |
| 2021  | Morningside Mustangs                | 38–28      | Grand View Vikings                  |
| 2022  | Northwestern Raiders                | 35–25      | Keiser Seahawks                     |
| 2023  | Keiser Seahawks                     | 31–21      | Northwestern Raiders                |
| 2024  | Grand View Vikings                  | 35–7       | Keiser Seahawks                     |